# Johannes Franciscus Van Sterbeeck
 (janvier 2018).
Si vous disposez d'ouvrages ou d'articles de référence ou si vous connaissez des sites web de qualité traitant du thème abordé ici, merci de compléter l'article en donnant les références utiles à sa vérifiabilité et en les liant à la section « Notes et références ».

Portrait du botaniste Van Sterbeeck

Johannes Franciscus (Frans, François) Van Sterbeeck (1630-1693) est un botaniste et mycologue flamand.